# 아시하라 요시시게
아시하라 요시시게(일본어: 芦原義重, 1901년 3월 4일 ~ 2003년 7월 12일)는 일본의 기업인이다. 간사이 전력의 사장(1959~1970)과 회장(1970~1987)을 역임하였다.

## 약력
가가와현 다카마쓰시 출신으로, 교토 제국대학(현 교토 대학) 전기공학과를 졸업했다. 1925년 한신 급행전철(현 한큐전철)에 입사하였고, 1942년 간사이 전력에 채용되었다. 당시 원자력 발전을 도입하는 데 어려움이 있자, 적극적인 정재계 공작으로 원전 도입을 공론화하였고 그를 발판 삼아 간사이 전력을 성장시켰다. 1987년 은퇴하였고, 2003년 102세의 나이로 사망했다.

## 정계 공작
2014년 7월 아시하라 전 회장의 비서직을 맡았던 나이토 지모리(內藤千百里) 전 간사이 전력 부사장은, 아사히 신문 취재에서 아시하라 회장의 정계 공작 사실을 언급했다. 나이토 전 부사장의 증언에 따르면 간사이 전력과 아시하라 전 사장은 매년 2000만 엔 상당의 현금을 당시 일본 총리(다나카 가쿠에이, 미키 다케오, 후쿠다 다케오, 오히라 마사요시, 스즈키 젠코, 나카소네 야스히로, 다케시타 노보루 총 7명)에게 '헌금'했고, 정계 전체에도 수억 엔가량을 뿌렸다. 돈의 원천은 간사이 전력이 거둔 전기요금에서 충당되었다. 이는 원전 정책을 추진하고 회사의 성장을 도모하기 위한 정계공작이었다고 나이토 전 부사장은 밝혔다.
한편 간사이 전력 측에서는 나이토 전 부사장의 폭로에 대해 "모르는 일"이라고 답했다.